# Verwaltungsgemeinschaft Haselgrund

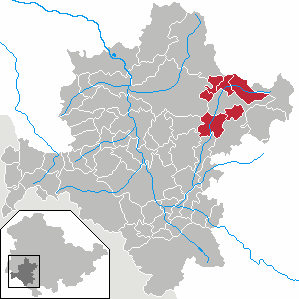
Lage der ehemaligen Verwaltungsgemeinschaft im Landkreis Schmalkalden-Meiningen

In der Verwaltungsgemeinschaft Haselgrund aus dem thüringischen Landkreis Schmalkalden-Meiningen hatten sich sechs Gemeinden zur Erledigung ihrer Verwaltungsgeschäfte zusammengeschlossen.
Die Orte der Verwaltungsgemeinschaft liegen im Tal der Hasel und der Schönau am Südhang bzw. mitten im Thüringer Wald, eingeschlossen in einer typischen Mittelgebirgslandschaft.
Sitz der Verwaltungsgemeinschaft war Viernau, letzter Vorsitzender Ralf Liebaug.

## Die Gemeinden
- Altersbach
- Bermbach
- Oberschönau
- Rotterode
- Unterschönau
- Viernau

## Geschichte
Die Verwaltungsgemeinschaft wurde am 9. April 1994 gegründet. Die Mitgliedsgemeinde Springstille verließ die Verwaltungsgemeinschaft im Rahmen der Gebietsreform in Thüringen am 6. Juli 2018 und wurde nach Schmalkalden eingemeindet. Die Verwaltungsgemeinschaft wurde am 1. Januar 2019 aufgelöst. Die Mitgliedsgemeinden wurden in die Stadt Steinbach-Hallenberg eingemeindet.

### Einwohnerentwicklung
Entwicklung der Einwohnerzahl:
| - 1995 – 6782 - 2000 – 6624 - 2005 – 6326 - 2010 – 5877 - 2011 – 5831 - 2012 – 5773 - 2013 – 5661 - 2014 – 5563 - 2015 – 5578 - 2016 – 5466 - 2017 – 5409 |

 Datenquelle: Thüringer Landesamt für Statistik – Werte vom 31. Dezember